# Nadruvis
Els nadruvis foren una de les tribus eslaves que habità la regió sud-est de la costa de la mar Bàltica. El seu territori, anomenat Nadrúvia (també escrit: Nadruva, Nadrowite, Nadrovia, Nadrauen, Nadravia, Nadrow, Nadra), fou un extens territori del nord de Prússia, que coincideix amb la zona costanera de l'actual Lituània. Foren veïns dels esclavonis, que estaven en la zona nord del riu Nemunas, i dels sudovis, que vivien més a l'est. La majoria de la informació que es té sobre ells procedeix de la crònica de Peter von Dusburg.

## Història
El 1236 Peter von Dusburg escriví que a Nadrúvia estava Romuva, el centre del culte segons la religió dels pobles bàltics. Des d'allà, el Romuva Kriwe, una mena de cap suprem religiós, decidia sobre qüestions sagrades de totes les tribus bàltiques. Aquest lloc no és esmentat en cap altre escrit antic i per això els acadèmics dubten si veritablement va existir.
Com a tribu situada més al nord, els nadruvis foren els darrers eslaus prussians en ser conquerits per l'Orde Teutònic. El 1230 els cavallers teutons establiren la seva base militar a Cúlmerland i iniciaren la conquesta dels territoris pagans per convertir-los al cristianisme. Els primers encontres militars entre els nadruvis i els teutons començaren vers el 1255, quan els teutons feien la guerra als seus veïns els sambis. Peter von Dusburg diu que els nadruvis tenien alguns poblats força fortificats. Dues d'aquestes fortificacions Otholicia i Cameniswika deuen ser noms distorsionats, ja que no s'ha pogut identificar el lloc actual a què es referia l'autor.Els nadruvis construïren un castell a Velowe quan els teutons arribaren al seu país. Els sambis es rendiren el 1277, però la conquesta dels nadruvis quedà interrompuda pels alçaments prussians que començaren el 1260 i els nadruvis foren conquerits el 1275. El castell de Velowe fou capturat pels cavallers teutons, els quals li canviaren el nom pel de Wehlau. Uns quants nadruvis cercaren refugi en el Gran Ducat de Lituània i la resta acabaren integrats dins l'Estat Teutó i es mesclaren amb els colons alemanys. Vers el segle xvi els nadruvis s'havien extingit com a ètnia.

## Etimologia i classificació

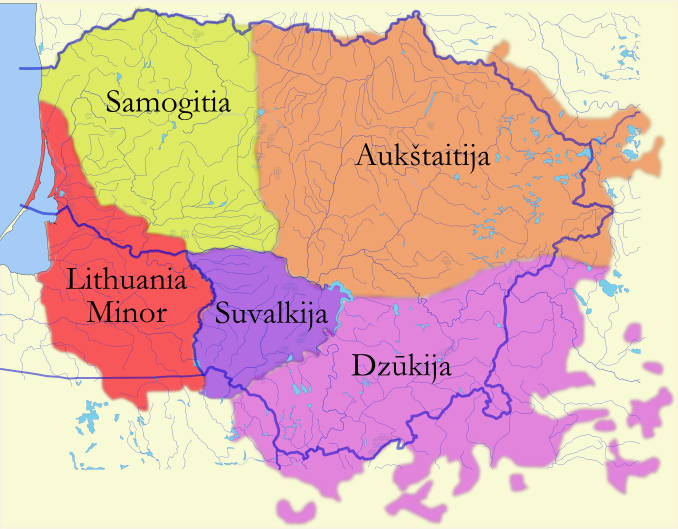
El territori dels nadruvis coincideix aproximadament amb la Lituània Menor, en color rogenc al mapa.

Els lingüistes han proposat algunes teories per explicar el nom d'aquesta ètnia. Kazimieras Būga creu que aquesta paraula està composta per dos termes procedents del prussià antic na («en, a dins») i dravis («bosc»), per tant serien «la gent dels boscos». Kazys Kuzavinis i Zigmas Zinkevičius accepten la presència de la partícula na, però creuen que va unida a una arrel indoeuropea *dhreu- amb el significat de («fluir»), perquè viurien a prop d'un riu. Segons Vilius Pėteraitis, aquest no derivaria de Drava, que és un dels afluents del riu Pregel, encara que la paraula Drava ja no es fa servir en l'actualitat. Igual com altres tribus de parla prussiana, l'etimologia popular indica que Nadrúvia hauria de ser una paraula derivada del nom d'un cap de tribu, Nadro, fill de Widewutis.
Mentre que la majoria dels lingüistes estan d'acord que els nadruvis foren una de les tribus prussianes, alguns historiadors argumenten que eren una tribu a banda, més properament relacionats amb els lituans occidentals que amb els prussians. La qüestió encara es complica més pel fet que la seva àrea quedà força despoblada durant les croades contra els prussians (vegeu croada prussiana) i contra els lituans (croada lituana). Llavors fou repoblada amb colons alemanys i lituans, per tant, és impossible determinar si els lituans visqueren allà des d'un començament o si són descendents dels què hi emigraren posteriorment.